# Wereldkampioenschappen roeien 2007
De 37e editie van de wereldkampioenschappen roeien werden gehouden van 27 augustus tot en met 2 september 2007. Het jaarlijkse roeievenement had plaats in München, Duitsland.
Het toernooi staat onder auspiciën van de wereldroeifederatie FISA.

## Medaillewinnaars

### Mannen
| Bootklasse              | Goud | Goud    | Zilver | Zilver  | Brons | Brons   |
| Skiff M1x               | Nieuw-Zeeland Mahe Drysdale | 6.45,67 | Tsjechië Ondřej Synek | 6.46,48 | Noorwegen Olaf Tufte | 6.47,58 |
| Lichte skiff LM1x       | Nieuw-Zeeland Duncan Grant | 6.53,89 | Italië Lorenzo Bertini | 6.57,43 | Nederland Jaap Schouten | 6.58,81 |
| Dubbel twee M2x         | Slovenië Luka Špik Iztok Čop | 6.16,65 | Frankrijk Jean-Baptiste Macquet Adrien Hardy | 6.16,93 | Estland Tõnu Endrekson Jüri Jaanson | 6.18,32 |
| Twee zonder M2-         | Australië Drew Ginn Duncan Free | 6.24,89 | Nieuw-Zeeland Nathan Twaddle George Bridgewater | 6.30,19 | Verenigd Koninkrijk Colin Smith Matt Langridge | 6.31,06 |
| Twee met M2+            | Polen Dawid Paczes Lukasz Kardas Daniel Trojanowski (st) | 7.00,10 | Italië Francesco Gabriele Valerio Massimo Gianluca Barattolo (st) | 7.01,84 | Canada Kristopher McDaniel Derek O'Farrell Brian Price (st)                                                                                                | 7.02,94 |
| Lichte dubbel twee LM2x | Denemarken Mads Rasmussen Rasmus Quist | 6.24,21 | Griekenland Dimitrios Mougios Vasileios Polymeros | 6.25,89 | Verenigd Koninkrijk Zac Purchase Mark Hunter | 6.26,92 |
| Lichte twee zonder LM2- | Italië Andrea Caianiello Armando Dell'Aquila | 6.38,00 | Duitsland Jochen Kuehner Martin Kuehner | 6.39,43 | Australië Ross Brown Michael McBryde | 6.42,05 |
| Dubbel vier M4x         | Polen Konrad Wasielewski Marek Kolbowicz Michal Jelinski Adam Korol                                                                                                | 5.49,43 | Frankrijk Jean-David Bernard Cédric Berrest Jonathan Coeffic Julien Bahain                                                                                              | 5.50,95 | Duitsland René Bertram Karsten Brodowski Hans Gruhne Robert Sens                                                                                           | 5.52,40 |
| Vier zonder M4-         | Nieuw-Zeeland Carl Meyer James Dallinger Hamish Bond Eric Murray                                                                                                   | 5.54,24 | Italië Carlo Mornati Alessio Sartori Niccolo Mornati Lorenzo Carboncini                                                                                                 | 5.55,15 | Nederland Geert Cirkel Matthijs Vellenga Jan-Willem Gabriëls Gijs Vermeulen                                                                                | 5.55,49 |
| Vier met M4+            | Verenigde Staten Matthew Deakin Daniel Beery Samuel Burns Christopher Liwski Edmund Del Guercio (st)                                                               | 6.10,36 | Servië Marko Marjanovic Jovan Popovic Goran Jagar Nikola Stojic Sasa Mimic (st)                                                                                         | 6.11,17 | Duitsland Florian Mennigen Stephan Koltzk Philipp Naruhn Matthias Flach Martin Sauer (st)                                                                  | 6.12,49 |
| Lichte dubbel vier LM4x | Italië Leonardo Pettinari Daniele Gilardoni Luca Moncada Daniele Danesin                                                                                           | 6.01,70 | Frankrijk Rémi Di Girolamo Pierre-Etienne Pollez Maxime Goisset Fabien Dufour                                                                                           | 6.02,94 | Verenigd Koninkrijk Simon Jones Robert Williams Chris Bartley Dave Currie                                                                                  | 6.03,83 |
| Lichte vier zonder LM4- | Verenigd Koninkrijk Richard Chambers James Lindsay-Finn Paul Mattick James Clarke                                                                                  | 6.16,21 | Frankrijk Franck Solforosi Jérémy Pouge Jean-Christophe Bette Fabien Tililet                                                                                            | 6.17,43 | Italië Jiri Vlcek Catello Amarante Salvatore Amitrano Bruno Mascarenhas                                                                                    | 6.17,49 |
| Acht M8+                | Canada Kevin Light Ben Rutledge James Byrnes Jake Wetzel Malcolm Howard Dominic Seiterle Adam Kreek Kyle Hamilton Brian Price (st)                                 | 5.34,92 | Duitsland Jörg Diessner Florian Eichner Ulf Siemes Jan Tebrügge Sebastian Schulte Thorsten Engelmann Philipp Stüer Bern Heidicker Peter Thiede (st)                     | 5.37,19 | Verenigd Koninkrijk Tom James Tom Stallard Tom Lucy Tom Solesbury Josh West Richard Edington Robin Bourne-Taylor Alastair Heathcote Acer Nethercott (st)   | 5.37,95 |
| Lichte acht LM8+        | Nederland Tom van den Broek Pieter Bottema Wolter Blankert Dennis Beemsterboer Maarten Tromp Arnoud Greidanus Alwin Snijders Marshall Godschalk Peter Wiersum (st) | 5.42,06 | Duitsland Matthias Schoemann-Finck Jost Schoemann-Finck Martin Rückbrodt Ole Rückbrodt Björn Steinfurth Matthias Veit Lutz Ackermann Joel El-Qalqili Felix Erdmann (st) | 5.44,52 | Italië Luigi Scala Giorgio Tuccinardi Livio La Padula Salvatore di Somma Michele Savrie Dario Cerasola Nicola Moriconi Fabrizio Gabriele Andrea Lenzi (st) | 5.46,33 |

### Vrouwen
| Bootklasse              | Goud | Goud    | Zilver | Zilver  | Brons | Brons   |
| Skiff W1x               | Wit-Rusland Jekaterina Karsten | 7.26,52 | Bulgarije Roemjana Nejkova | 7.27,91 | Verenigde Staten Michelle Guerette | 7.28,48 |
| Lichte skiff LW1x       | Nederland Marit van Eupen | 7.38,02 | Verenigde Staten Jennifer Goldsack | 7.39,59 | Canada Melanie Kok | 7.45,24 |
| Dubbel twee W2x         | China Qin Li Liang Tian | 6.54,38 | Nieuw-Zeeland Georgina Evers-Swindell Caroline Evers-Swindell | 6.57,72 | Verenigd Koninkrijk Elise Laverick Anna Bebington | 6.57,74 |
| Twee zonder W2-         | Wit-Rusland Yuliya Bichyk Natallia Helakh | 7.06,56 | Duitsland Nicole Zimmermann Elke Hipler | 7.07,99 | Roemenië Georgeta Damian-Andrunache Viorica Susanu | 7.08,87 |
| Lichte dubbel twee LW2x | Australië Amber Halliday Marguerite Houston | 7.07,18 | Finland Sanna Sten Minna Nieminen | 7.07,41 | Denemarken Katrin Olsen Juliane Rasmussen | 7.08,97 |
| Dubbel vier W4x         | Verenigd Koninkrijk Annie Vernon Debbie Flood Frances Houghton Katherine Grainger                                                                  | 6.30,81 | Duitsland Kathrin Boron Manuela Lutze Britta Oppelt Stephanie Schiller | 6.32,02 | China Bin Tang Aihua Xi Ziwei Jin Guixin Feng | 6.34,55 |
| Vier zonder W4-         | Verenigde Staten Portia McGee Erin Cafaro Rachel Jeffers Megan Dirkmaat                                                                            | 6.37,94 | Verenigd Koninkrijk Nina Wengert Nadine Schmutzler Kerstin Nauman Silke Günther | 6.40,36 | Australië Phoebe Stanley Katelyn Gray Emily Martin Victoria Roberts                                                                                          | 6.43,03 |
| Lichte dubbel vier LW4x | Australië Bronwen Watson Miranda Bennett Alice McNamara Tara Kelly                                                                                 | 6.35,97 | Verenigd Koninkrijk Sophie Hosking Laura Greenhalgh Mathilde Pauls Jane Hall | 6.38,78 | China Jing Liu Jing Jia Hua Yu Shimin Yan | 6.40,32 |
| Acht W8+                | Verenigde Staten Brett Sickler Lindsay Shoop Anna Goodale Samantha Magee Anna Mickelson Susan Francia Caroline Lind Caryn Davies Mary Whipple (st) | 6.17,20 | Roemenië Rodica Serban-Florea Victoria Susanu Simona Musat-Strimbeschi Ana Maria Apachitei Aurica Barascu Iona Papuc Georgeta Damian-Andrunache Doina Ignat Elena Georgescu-Nedelc (st) | 6.18,33 | Verenigd Koninkrijk Carla Ashford Baz Moffat Alice Freeman Louisa Reeve Natasha Howard Alison Knowles Katie Greves Jessica-Jane Eddie Caroline O'Connor (st) | 6.19,66 |

## Medailleklassement
| Plaats | Land                | Goud | Zilver | Brons | Totaal |
| 1      | Nieuw-Zeeland       | 3    | 2      | 0     | 5      |
| 2      | Verenigde Staten    | 3    | 1      | 1     | 5      |
| 3      | Australië           | 3    | 0      | 2     | 5      |
| 4      | Italië              | 2    | 3      | 2     | 7      |
| 5      | Verenigd Koninkrijk | 2    | 2      | 6     | 10     |
| 6      | Nederland           | 2    | 0      | 2     | 4      |
| 7      | Polen               | 2    | 0      | 0     | 2      |
| 7      | Wit-Rusland         | 2    | 0      | 0     | 2      |
| 9      | Canada              | 1    | 0      | 2     | 3      |
| 9      | China               | 1    | 0      | 2     | 3      |
| 11     | Denemarken          | 1    | 0      | 1     | 2      |
| 12     | Slovenië            | 1    | 0      | 0     | 1      |
| 13     | Duitsland           | 0    | 5      | 2     | 7      |
| 14     | Frankrijk           | 0    | 4      | 0     | 4      |
| 15     | Roemenië            | 0    | 1      | 1     | 2      |
| 16     | Bulgarije           | 0    | 1      | 0     | 1      |
| 16     | Finland             | 0    | 1      | 0     | 1      |
| 16     | Griekenland         | 0    | 1      | 0     | 1      |
| 16     | Servië              | 0    | 1      | 0     | 1      |
| 16     | Tsjechië            | 0    | 1      | 0     | 1      |
| 21     | Estland             | 0    | 0      | 1     | 1      |
| 21     | Noorwegen           | 0    | 0      | 1     | 1      |
| Totaal | Totaal              | 23   | 23     | 23    | 69     |